# Elim Chan
Elim Chan (Chinês: 陳以琳; Hong Kong; 18 de novembro de 1986) é uma maestrina. Elim Chan tem sido a principal maestrina da Orquestra Sinfónica de Antuérpia desde a temporada de concertos de 2019-2020 e tem sido a maestrina convidada principal da Orquestra Nacional Real Escocesa desde a temporada de 2018-2019.

## Estudos
Elim Chan fez parte de um coro infantil em Hong Kong e começou a tocar piano com seis anos de idade. Licenciou-se em Música Smith College em Massachusetts. Depois estudou na Universidade do Michigan, na qual era a diretora musical da Orquestra Sinfónica do Campo da Universidade do Michigan e da Michigan Pops Orchestra. Obteve o mestrado e doutoramento em orquestração musical e licenciou-se como maestrina em 2014. Chan recebeu a Bruno Walter Conducting Scholarship em 2013, e, em 2015, assistiu a aulas com Bernard Haitink em Lucerne.

## Carreira musical
Em dezembro de 2014, com 28 anos de idade, Chan venceu o Donatella Flick Conducting Competition. Como resultado da vitória neste concurso, foi designada subsequentemente como maestrina assistente da Orquestra Sinfónica de Londres para a temporada de concertos de 2015-2016. Na temporada de 2016-2017, participou no programa Dudamel Fellowship com a Filarmónica de Los Angeles.
Em 2018-2019, Elim Chan passou a ser a maestrina convidada permanente da Orquestra Nacional Real Escocesa, sucedendo a Thomas Søndergård. 
A partir da temporada de 2019-2020, Elim Chan é a principal maestrina da Orquestra Sinfónica de Antuérpia, com residência permanente no Queen Elisabeth Hall (Koningin Elisabethzaal) em Antuérpia. Chan, que tem seguido as pegadas, entre outros, de Edo de Waart e Jaap van Zweden, é a principal maestrina mais jovem de sempre a ser designada pela Orquestra Sinfónica de Antuérpia.
Além disso, Elim Chan tem feito aparições como maestrina convidada com a Orquestra do Teatro Mariinsky, a Orquestra Filarmónica de Hong Kong, a Orquestra Sinfónica de Londres, a Koninklijk Concertgebouworkest, a Orchestre Philharmonique de Luxembourg, a Philharmonia Orchestra, a Royal Liverpool Philharmonic Orchestra, a Frankfurt Radio Symphony Orchestra, a Orchestre National de Lyon, a Orquesta Filarmónica de Roterdão, a Houston Symphony e a Music Academy of the West.
Também dirigiu a National Arts Centre Orchestra em Ottawa e a Orchestre de la Francophonie, como parte do NAC Summer Music Institute em 2012, no qual colaborou com Pinchas Zukerman. Participou no Musical Olympus Festival São Peterrsburgo e em workshops com a Cabrillo Festival Orchestra e a Baltimore Symphony Orchestra (com Marin Alsop, Gerard Schwarz e Gustav Meier).

## Vida pessoal
Elim Chan está noiva do percussionista holandês Dominique Vleeshouwers, que foi galardoado com o Dutch Music Prize (Nederlandse Muziekprijs) em 2020.

## Hiperligações externas
- Website Elim Chan
- Harrison Parrott, page about Elim Chan
- Antwerp Symphony Orchestra appoints Elim Chan as new chef conductor